# Joseph Bové
Joseph Bové (em Russo: Осип Иванович Бове, Osip Ivanovich Bove, também conhecido durante sua vida como Joseph Jean-Baptiste Charles de Beauvais; 4 de novembro de 1784 — 28 de junho de 1834, tudo N.S.) foi um arquiteto neoclássico Italo-Russo que supervisionou a reconstrução de Moscou após o incêndio de 1812. 

## Biografia
| Nascimento    | 4 de Novembro de 1784 São Petersburgo, Império Russo    |
| Falecimento   | 28 de Junho de 1834 (aos 49 anos) Moscou, Império Russo |
| Nacionalidade | Russo                                                   |
| Ocupação      | Arquiteto                                               |
|               |                                                         |
| Construções   | Arco Triunfal de Moscow                                 |
| Projetos      | Praça Svedlov, Moscou                                   |

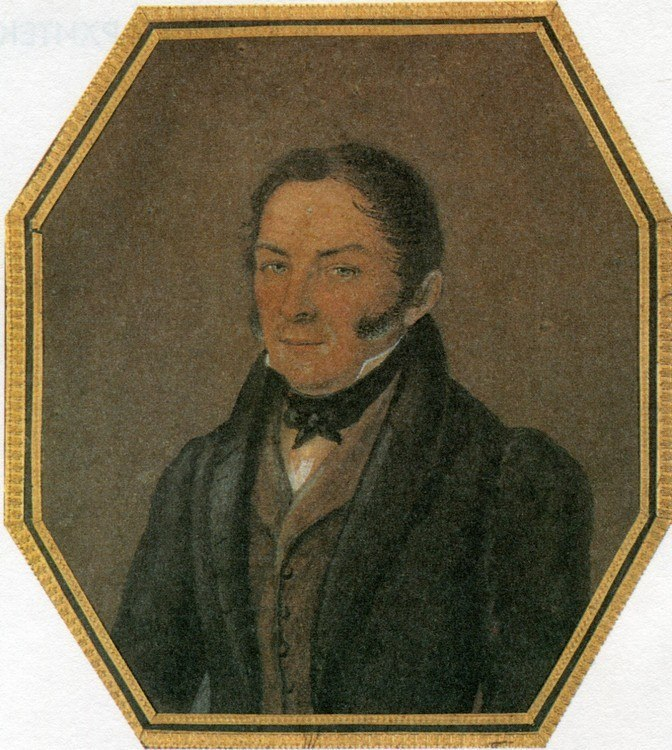

Bové nasceu em São Petersburgo na familía de Vincenzo Giovanni Bova, um pintor de Nápoles que se instalou na Rússia em 1782. Ele tinha dois irmãos mais jovens, Michaele e Alessandro, que também treinaram arquitetura e mais tarde se tornaram seus associados. Pouco após o nascimento de Joseph, a família se mudou para Moscou. De 1802 a 1807, estudou arquitetura. Começando em 1807 ele trabalhou como um assistente para Matvei Kazakov e Carlo Rossi em Moscou e Tver. Como um empregado em tempo integral da expedição, ele estava envolvido em vários trabalhos de manutenção do Kremlin. Em 1813, após o incêndio de Moscou (1812) que arrasou a maior parte da cidade, Bové foi contratado pela Comissão de Construção de Moscou e designado para liderar o "Departamento de Fachadas", responsável pela aprovação de novos designs de fachadas e por impor a colocação de novos edifícios de acordo com as ruas do novo plano principal. O plano, no entanto, não foi finalizado até 1817. Construtores privados eram tão numerosos que Bové e a cidade falharam ao controlá-los. O imperador Alexandre, ao visitar Moscou, estava enfurecido ao ver construções pintadas em todos os tipos de cores, especialmente vermelho e verde escuro, e emitiu um decreto que limitava a paleta de cores da cidade para cores modestas e pálidas.
Enquanto a Família Giliardi estava reconstruindo os principais edifícios públicos como a Universidade Estatal de Moscou, Bové estava encarregado da conceição e reconstrução dos novos Quadrados Centrais de Moscou e a Praça Vermelha. Seu projeto mais conhecido, a Praça Sverdlov, foi completada em 1825, no entanto ambos o Teatro Bolshoi e o Teatro Maly foram subsequentemente reconstruídos, e a praça perdeu sua simetria neoclássica. Na verdade, a maioria de suas construções foram demolidas por acidente ou por imobiliárias:
- Rotas de negociação na Praça Vermelha (1815), com uma doma rotunda espelhando a doma do Senado do Kremlin de Kazakov, foram demolidas nos anos 1880 para abrir caminho para as Rotas Superiores de Negociação.

- A mansão da Família Gagarin no Boulevard de Novinsky foi destruída por um ataque aéreo em 1941.
- O Arco do Triunfo feito por Tverskaya Zastava (1827–1834) foi demolido em 1938; uma réplica foi construída na década de 60 no distrito de Dorogomilovo.
- O edifício memorial listado no Boulevard de Tverskoy, 26 e proximidades foram arrasados pela imobiliária de Konstantin Ernst em 2003-2005.

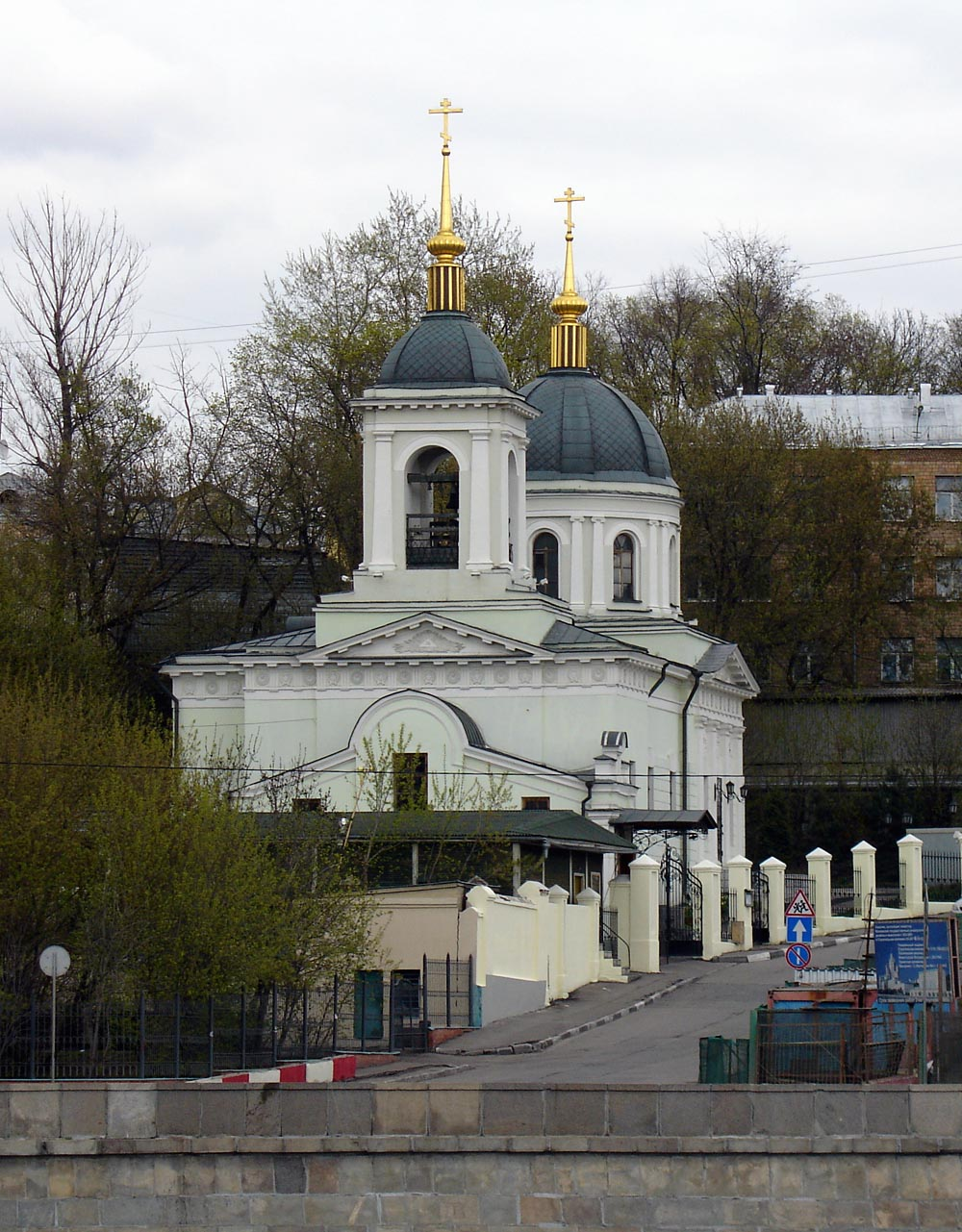
Igreja de São Nicolau em Kotelniki por Joseph Bové

Em 1824 e 1825, ele participou na reconstrução da Manege de Moscou. Ele projetou várias mansões privadas em Moscou, mas seu trabalho mais famoso continua sendo o Teatro Bolshoi. Construções ainda existentes incluem:

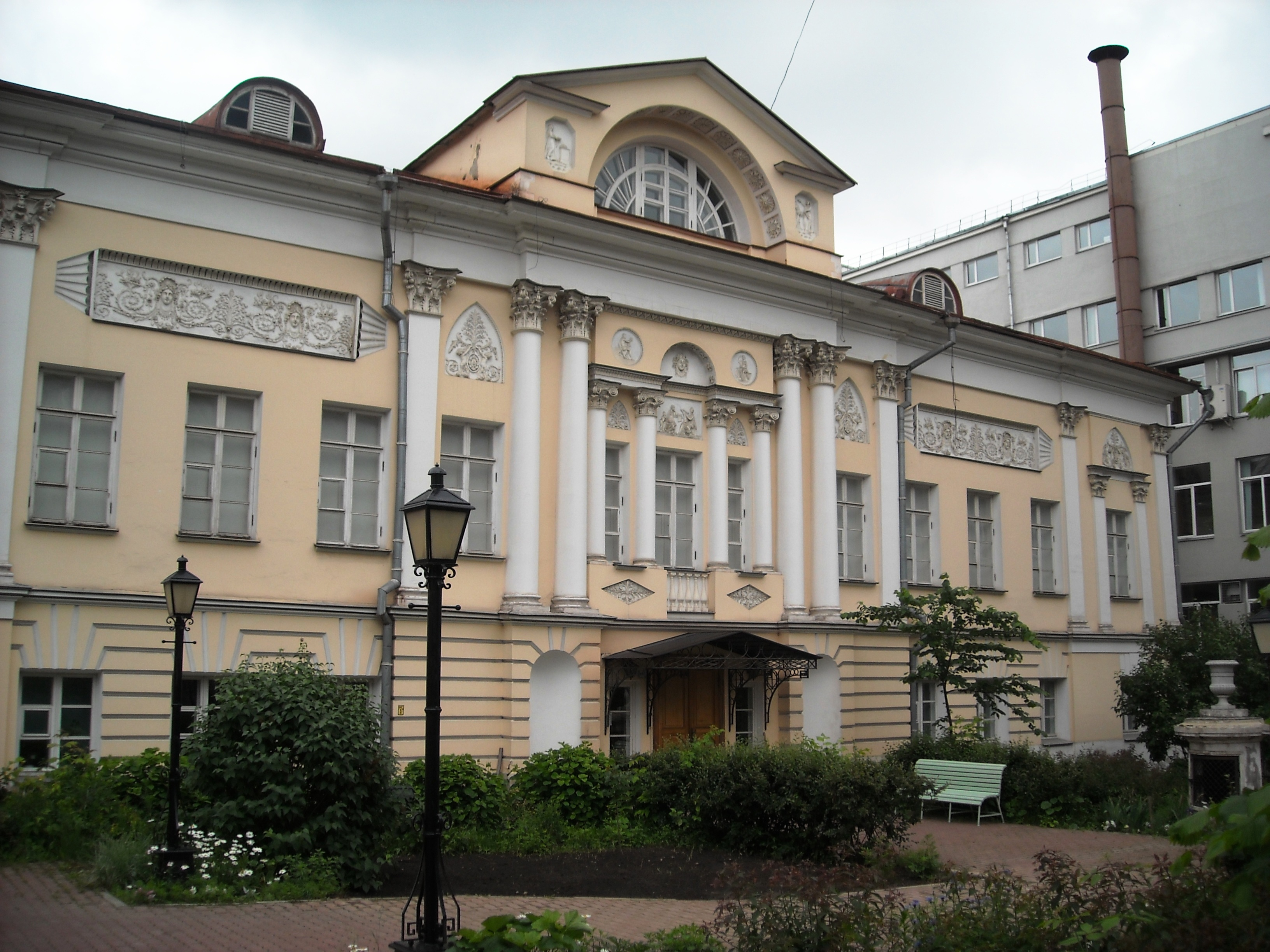
Mansão Trubetskoy, Petrovskij Pereulok, Moscou, projetado por Joseph Bové

- A Igreja de intercessão em Balashikha.
- A rua Myasnitskaya, número 37.
- O Hospital de Catherine no Boulevard Strastnoy.
- O acampamento e escola militar no Distrito de Lefortovo.
- O primeiro hospital municipal nos dias atuais, Leninsky Prospekt.
- Duas pequenas mansões no Anel Viário Sadovoye (15, Sadovo-Kudrinskaya).
- A igreja de São Nicolau em Kotelniki (Kotelnicheskaya Embankment).
- Seu último trabalho, A igreja de Teótoco, na rua Bolshaya Ordynka (1831–1836).

## Falecimento
Bové morreu em Moscou em 1834, aos 49 anos, e foi enterrado no Monastério Donskoy. 